# شركة المياه الوطنية (السعودية)
شركة المياه الوطنية شركة حكومية مملوكة للسعودية، تأسست في عام 2008، وتعمل في مجال خدمات المياه والصرف الصحي.

## نبذة
منذ أن كُلّفت شركة المياه الوطنية بالمسؤولية الكاملة عن ايصال المياه وتوزيعها بما فيها المياه الجوفية ومعالجة مياه الصرف الصحي في كافة ارجاء المملكة بناء على المرسوم الملكي رقم (م / 1) وتاريخ 13 محرم 1429هـ القاضي بالموافقة على الترخيص بتأسيس شركة المياه الوطنية وفقاً لنظامها الأساسي، شرعت الشركة (NWC) في مبادرة تأسيس إستراتيجية لتبسيط وترشيد وتحسين خدمات المياه والصرف الصحي على مستوى المملكة بشكل جذري وإدارة موارد المياه الطبيعية في المملكة واستدامتها بكفاءة عالية. وعزمت الشركة على تحسين أداء المنظمة بأكملها بما يتماشى مع أفضل الممارسات الدولية في مجالات إدارة الطلب على المياه وتوزيعها والجودة وخدمة العملاء.
وانطلاقا من رؤية السعودية 2030 سعت الشركة إلى تحقيق الاستدامة المائية في المملكة العربية السعودية، من خلال محو كافة التحديات والتي يأتي أبرزها ندرة موارد المياه وما يصاحبها من نمو متسارع في عدد السكان وتطور اقتصادي يزيد وتيرة الطلب على المياه، بالذالك برزت الحاجة إلى ضرورة تحديث إستراتيجية الشركة وتطوير الهيكلة التنظيمية وحوكمة وإدارة قطاع المياه. من أجل التغلب على تلك التحديات بما يتوافق مع تحقيق أهداف التنمية المستدامة للمياه والصرف الصحي، وتحسين جودة الحياة.
وتطمح رؤية السعودية 2030 إلى نقل المملكة إلى مصاف الريادة بين الدول بحلول عام 2030، كدولة قادرة على مواصلة النمو وتوفير مستوى معيشة مرتفع لأهلها لأجيال قادمة ويأتي تطوير قطاع المياه من بين العناصر الرئيسية لهذه الرؤية، بحيث يحظى بهيكل محكم وإدارة جيدة.
وتمشيا مع هذا الطموح، قامت وزارة البيئة والمياه والزراعة بتطوير الاستراتيجية الوطنية للمياه 2030، وهي تمثل إطارا مرجعيا موحدا لقطاع المياه في المملكة يتضمن إستراتيجية شاملة للمياه ويعمل على دمج التوجهات والسياسات والتشريعات والممارسات السائدة في قطاع المياه على المستوى الوطني. وقد جمعت التوصيات الصادرة من الاستراتيجية الوطنية للمياه في عشرة برامج: يأتي برنامجان منها تحت رعاية شركة المياه الوطنية وهما: “البرنامج الخامس: كفاءة سلسلة الإمداد وجودة الخدمة، والبرنامج التاسع: إعادة هيكلة التوزيع وإشراك القطاع الخاص." واستمراراً لهذا النهج، أجرت شركة المياه الوطنية تحديثا لاستراتيجية قطاع توزيع المياه.
وتلتزم الشركة مع عملائها من خلال تحسين جودة خدمات المياه وتوسيع شبكات المياه والصرف الصحي، في الوقت الذي تضمن فيه الاستدامة المالية للشركة. كما ستسعى لتأمين الدمج التام بين المديريات وإشراك القطاع الخاص على مراحل للارتقاء بالأداء العام. إضافة إلى خفض الأثر الذي تخلفه العمليات الفنية والهندسية على البيئة.

## الرؤية
خدمات مياه مستدامة ذات جودة عالية في كافة مناطق المملكة لتحسين جودة الحياة اليوم وفي المستقبل.

## الرسالة
نسـعى إلى توفير المـياه وخـدماتها وتحـسين مـستوى الـجودة في جـميع انحاء المملـكة بالتعاون مع شركائنا من خلال رفع الكفاءة والفعالية وتحقيق الاستدامة المالية.

## قيم الشركة
1. العميل أولاً
2. الاحترام المتبادل
3. فريق عمل ملتزم
4. الشفافية
5. الابتكار

## الأهداف الإستراتيجية
تعتزم شركة المياه الوطنية تحقيق رؤيتها الجديدة من خلال ثلاث وعشرين هدف استراتيجي تم تصنيفها تحت بُعدين هما: (الركائز الاستراتيجية والممكنات الاستراتيجية).
الركائز الاستراتيجية:
- التركيز على العميل (تحسين رضا العميل، تحسين جودة المياه والخدمات، التوسع في تغطية الشبكة)
- تجمعات مناطقية متكاملة (استكمال دمج المديريات، رفع أداء القطاعات، ضمان الجاهزية للتخصيص والتنفيذ)
- حماية البيئة (تحسين كفاءة الاستهلاك، تقليل الأثر البيئي)
- الاستدامة المائية (تعزيز الإيرادات، تحسين عمليات العدادات والفوترة والتحصيل، تحسين أسس الإنفاق)

الممكنات الاستراتيجية:
- التميز في الإجراءات والتشغيل (تطوير إدارة حياة الأصول، ضمان التخطيط الأمثل للمشاريع الرأسمالية والميزانيات والتنفيذ، تطوير المرونة وقدرات الأمن وإدارة المخاطر، تكامل وتبسيط سلسلة العمليات، ضمان الإلتزام باللوائح التنظيمية ومتطلبات الصحة والسلامة).
- التحليلات والتحول الرقمي (تحسين البنية التحتية الرقمية، توفير تجربة رقمية متكاملة، تعظيم استخدام البيانات والتحليلات في صنع القرار).
- منظمة مرنة عالية الأداء (جذب وتطوير والمحافظة على الكفاءات، ترسيخ ثقافة التغيير، فرض حوكمة ممكنة وشفافة، موائمة تخطيط الأعمال والعمليات مع الاستراتيجية).

## مجلس الإدارة
- المهندس عبد الرحمن بن عبد المحسن الفضلي - وزير البيئة والمياه والزراعة (الرئيس)
- المهندس/ عبد الرحمن بن محمد الزغيبي- ممثل وزارة البيئة والمياه والزراعة
- المهندس/ ريان بن محمد نقادي - ممثل وزارة المالية
- الأستاذ/ ياسر بن عبد الله السلمان - ممثل صندوق الاستثمارات العامة
- المهندس/ علي بن صالح البراك - ممثل القطاع الخاص
- المهندس/ عبد الله بن عبد الرحمن العبيكان - ممثل القطاع الخاص
- المهندس/ عمر نبيل الخضيري - ممثل القطاع الخاص
- المهندس/ عبدالله بن عبدالرحمن العبيكان - ممثل القطاع الخاص
- المهندس/ علي بن صالح البراك - ممثل القطاع الخاص
- الأستاذ/ فيصل بن يوسف جادو - ممثل القطاع الخاص
- الأستاذ/ نزار بن عبدالعزيز التويجري - ممثل القطاع الخاص[6][7]

## الجوائز الدولية والمحلية
- جائزة الملك عبد العزيز للجودة (البرونزية) في فئة المنشآت الخدمية الكبيرة 2021[8]
- جائزة المنظمة العالمية لمعلومات المياه، كأفضل منظمة عامة لعام 2020 عن مشروع حياة الذي طبقت من خلاله مراحل التحول الرقمي للخدمات بجميع مناطق المملكة.
- جائزة كايزون 2019
- جائزة التميز بأفضل مشروع لعام 2019 من المنظمة العالمية لمعلومات المياه في لندن
- جائزة أفضل مشروع مياه ذكي لعام 2017
- جائزة مؤتمر المياه الألماني المنعقد في برلين لاستخدام تقنية الحفر المثقبي الألمانية 2015
- جائزة التميز في المرافق الصناعية 2014 برشلونة
- جائزة القارات الخمس للجودة والتميز للعام 2013م من شركة اذر وايس
- جائزة الملك خالد للتنافسية المسؤولة 2013
- جائزة الشرق الأوسط للتميز في المبادرات الإلكترونية لعام 2013 – الجهة المانحة: معهد جائزة الشرق الأوسط للتميز
- جائزة التأثير الاجتماعي 2013 بحفل HP  في برشلونة
- جائزة الدولية للتميز في مشاريع نظم المعلومات الجغرافية 2012
- جائزة أفضل شركة مياه عامة لعام 2012 – الجهة المانحة: المنظمة العالمية لمعلومات المياه
- الوسام الذهبي في مجال التميز والجودة على مستوى الوطن العربي 2012
- جائزة التميز الخليجي بمجال الإحلال وتوطين الوظائف 2012
- جائزة منتدى المياه والطاقة السعودي للإبتكار 2012
- جائزة الأمير تركي بن ناصر لحماية البيئية 2012
- جائزة التميز في خدمة العملاء على مستوى المملكة 2012
- جائزة عالمية باسم الابتكار والتطوير من شركة سويز العالمية 2011
- جائزة عالمية لأفضل مشروع بيئي 2011
- جائزة الجودة في برامج خدمة العملاء على مستوى الشرق الأوسط 2011
- جائزة مكة للتميز البيئي 2011
- جائزة الملك خالد للتنافسية المسؤولة للعام 2011
- جائزة الجودة في برامج خدمة العملاء على مستوى الشرق الأوسط 2010

## وصلات خارجية
- الموقع الرسمي لشركة المياه الوطنية